# Авіаудари по Ербілю (2024)
15 січня 2024 року Іран здійснив серію повітряних та безпілотних ударів на території Іраку та Сирії, стверджуючи, що вони були спрямовані на регіональну штаб-квартиру ізраїльської розвідувальної служби Моссад та кілька опорних пунктів терористичних угруповань у відповідь на Вибухи в Кермані 3 січня, відповідальність за які взяла на себе Ісламська держава. Місто Ербіль, яке є столицею автономного Іракського курдистану, стало ціллю 11 з 15 випущених ракет. Решта чотири ракети були спрямовані на сирійську провінцію  Ідліб, ціллю яких були райони, утримувані сирійською опозицією. У самому Ербілі в результаті іранської атаки загинули четверо цивільних, ще 17 отримали поранення. Заяви Ірану про те, що мішенню були ізраїльська присутність у Курдистані та терористичні угруповання в Сирії, були відкинуті урядом Іраку та автономним курдським урядом, обидва з яких засудили напад.

## Атака
Увечері 15 січня 2024 року було запущено балістичні ракети «Фатех» по місту Ербіль на півночі Іраку, столиці Регіону Курдистан. Напад спричинив загибель бізнесмена Пешро Дізайї, генерального директора девелоперської компанії Empire World. Напад також спричинив тимчасове закриття міжнародного аеропорту Ербіля. Корпус вартових ісламської революції (КВІР) швидко взяв відповідальність на себе. Крім того, сили коаліції збили біля аеропорту три дрони. У КВІР також заявили, що завдали удару по силах Ісламської держави на північному заході Сирії.